# 特里·萨瑟恩

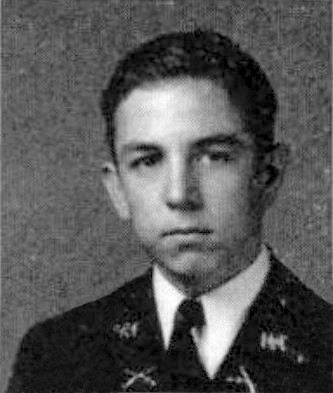
特里·萨瑟恩

特里·萨瑟恩（1924年5月1日 - 1995年10月29日) 是一位美国小说家、散文家、编剧和大学讲师，新新闻主义發起人之一。特里·萨瑟恩還是奇爱博士、逍遥骑士等電影的編劇。20世纪80年代，他也一度是週六夜現場的節目編劇。